# Мехмед IV

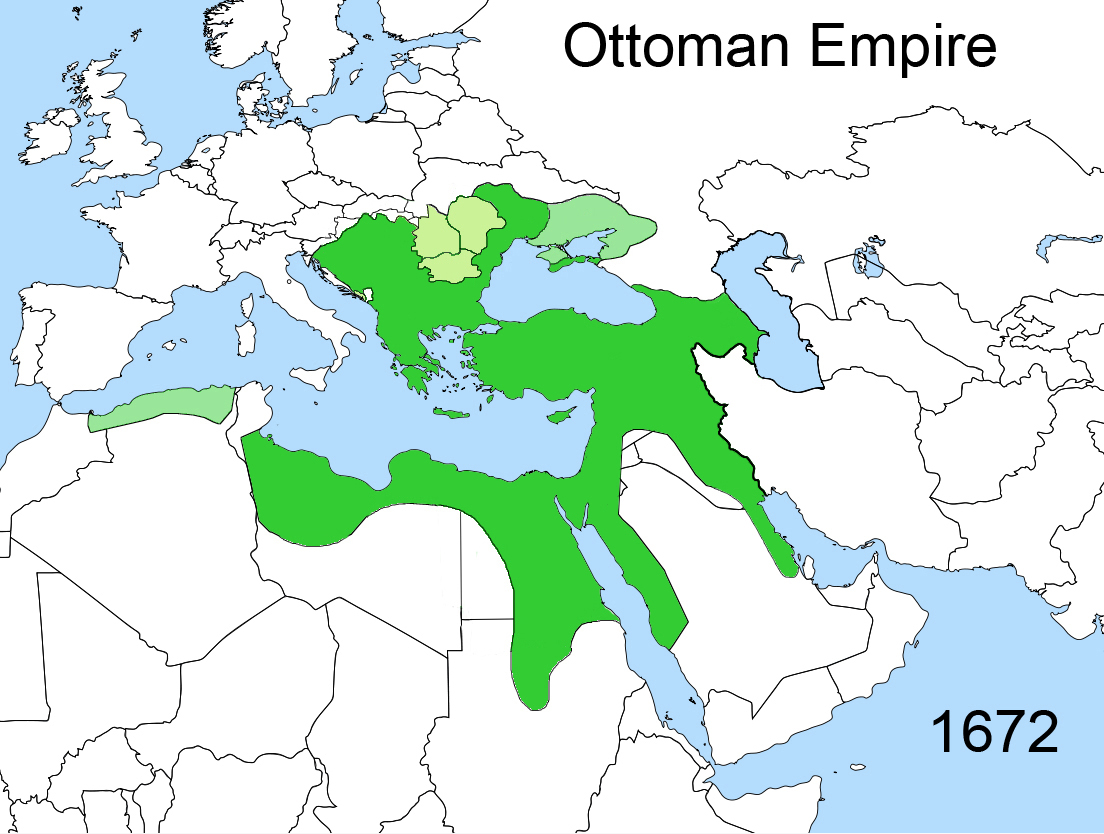
Османская империя в 1672 году

Мехме́д IV Охотник (Авджи́) (осман. محمد رابع‎ / Mehmed-i râbi‘, тур. Dördüncü Mehmet, Avcı Sultan Mehmet) (2 января 1642, Стамбул, Османская империя — 6 января 1693, Эдирне, Османская империя) — султан Османской империи, правивший в 1648—1687 годах. Сын Ибрагима I и Турхан-султан. Внук Кёсем-султан, после смерти которой стал полновластным падишахом. Правил на протяжении 39 лет (дольше него в Османской империи правил только Сулейман I).
Родился в Стамбуле; первый сын Ибрагима I, внук Ахмеда I. Взошёл на престол в шестилетнем возрасте после того, как его отец был свергнут мятежными янычарами. Сначала роль регента малолетнего султана исполняла бабушка Кёсем-султан, когда она была убита в 1651 году, эту роль начала исполняла мать Турхан-султан, с 1656 года султан сам стал полноправным правителем, но находился под влиянием визирей эпохи Кёпрюлю.
Был последним султаном, при котором Османская империя представляла реальную угрозу Европе и продолжала расширять территории. При Мехмеде IV османы завоевали Крит у Венеции (1669), Подолье и Правобережную Украину у войнах с Речью Посполитой (1672, 1676), где Мехмед IV лично возглавил свою армию в походе, заключили Бахчисарайский мир с Московией (1681), а запорожский гетьман Пётр Дорошенко стал вассалом Османской империи. Мехмед IV был известен современникам как особо благочестивый правитель, и его называли гази или «святым воином» за его роль во многих завоеваниях, проведённых во время его долгого правления.
При нём, начиная с Венской битвы 1683 года, переменный успех в европейских войнах сменился практически постоянными поражениями, давшими в результате повод к свержению султана в 1687 году. После него султаном стал его единокровный брат Сулейман II.
Впоследствии он жил в Эдирне, где проживал до своей смерти в 1693 году. Отец султанов Мустафы II и Ахмеда III.

## Биография

### Детство
Мехмед IV был сыном Ибрагима I (прав. 1640—1648) от Турхан Султан, наложницы русского происхождения. Внук султана Ахмеда I, первого падишаха Османской империи сознательно не казнившего своих братьев, и Кёсем-султан, имевшей греческое происхождение. Вскоре после его рождения родители поссорились, и Ибрагим был настолько взбешён, что вырвал Мехмеда из рук матери и бросил младенца в резервуар с водой, но Мехмед был спасён слугами гарема. Однако, это оставило шрам на голове Мехмеда.
Прозвище своё Авджи (тур. Avcı — «охотник») он получил за постоянные занятия спортом и пребывание на воздухе. Мехмед вступил на престол в 1648 году в возрасте шести лет, когда его отец был свергнут мятежными янычарами при поддержке духовенства. Турхан-султан стала валиде, хотя вся полнота власти оказалась в руках Кёсем-султан. При этом в 1649 году Высокая Порта отказалась от принципа «девширме» в отношении янычарского корпуса. Одновременно служивший в кавалерии Османской империи некий Гюрджю Абдулнеби-ага поднял восстание в Анатолии, вскоре подавленное. Султан Мехмед, которому было тогда всего 7 лет, был вынужден уволить 16 неугодных им сановников и сменить великого визиря.

### Правление

#### Регентство Кёсем-султан
Время малолетства нового султана — это длинная анархия и ряд интриг его матери и бабушки. В эти годы управление гаремом вопреки традициям также находилось в руках бабушки Кёсем-султан. При этом, жалование Турхан в этот период составляло 2000 акче в день — на 1000 меньше, чем у её свекрови. Сакаоглу отмечал, что имя матери Мехмеда не только ни разу не было упомянуто во время джюлюса её сына, но и нигде не фигурировало на протяжении всех трёх лет властвования Кёсем-султан.
Так, в 1651 году грянуло вызванное порчей монеты мощное восстание в Стамбуле, а в провинциях местная знатная администрация нещадно грабила население. Одновременно под влиянием недовольства со стороны сипахов Кёсем-султан решила сместить юного Мехмеда с трона и возвести на него младшего брата Мехмеда, Сулеймана. Малыш Сулейман был моложе Мехмеда на несколько месяцев, и был сыном Хасеки Салихи Дилашуб, которая, по мнению Кёсем, была более покладистой. Однако планы старшей валиде были раскрыты и тогда Турхан решила избавиться от Кёсем-султан. В ночь на 2 сентября 1651 года Кёсем-султан была жестоко убита заговорщиками, и власть перешла в руки матери султана Мехмеда.

#### Регентство Турхан-султан
На следующий день после смерти Кёсем-султан Турхан официально стала регентом малолетнего султана и получила право издавать государственные приказы, на которых ставила печать с надписью «Благословлённая Аллахом валиде султана Мехмеда» (тур. Mazhar-ı lutf-i Samed Valide-i Sultan Mehmed). Время от времени маленький султан присутствовал на государственных советах, на которых его неизменно сопровождала мать.
В 1654 году был издан султанский фирман, по которому великий визирь впервые получил официальную резиденцию.
Сакаоглу отмечал, что следуя их советам она не особо удачно пыталась управлять государством; она издавала приказы от имени сына, которого называла «Мой лев», вписывая их в уже готовые листы с начерченной султанской тугрой, а государственные должности были отданы на милость советам, которые раздавали эти заносчивые невежи. В то же время, Пирс писала, что в случае, если Турхан не была уверена в дворцовых протоколах или государственных процедурах, она обращалась за помощью к знающим людям или кануннаме — сводам законов и традиций империи. Так, в письме к великому визирю касательно смерти крымского хана Турхан-султан писала: «Вы просили меч и мантию для его преемника. Из того, что я слышала, традиция [одаривать] скорее относится к татарскому хану. По правде, я никогда не была свидетелем таким вещам, но я слыша об этом. Исследуйте кануннаме и действуйте соответствующе». В другом письме, касавшемся нехватки средств для снаряжения флота, Турхан писала великому визирю, что узнала о существовании государственных земель, отданных под нужды флота, и требует предоставить ей сведения о местонахождении этих земель, а также совершить ревизию этих владений. Пирс отмечала, что чем дольше правила Турхан и чем больше сменялось пашей на посту великого визиря, тем более официальными становились её письма к ним.
Воспользовавшись кризисной ситуацией в Османском государстве, в 1656 году венецианский флот появился перед Дарданеллами и 6 июля одержал над османами блистательную морскую победу. Он грозил даже Константинополю, но положение дел изменилось, когда место великого визиря было поручено Мехмеду-паше Кёпрюлю, основателю известной фамилии великих визирей, восполнявших собой изнеженность и неспособность султанов. Кёпрюлю вступил в должность 14 сентября 1656 года.

#### Начало эпохи Кепрулю
Видя критическое состояние ситуации в государстве после инцидента у чинары, Валиде лично встретилась с Мехмедом-пашой Кепрулю во дворце, где он выдвинул ей четыре условия:
1. его решения не должны встречать противодействия;
2. ни за кого не просить о повышении по службе;
3. не вмешиваться в сферу его влияния путём оказания благосклонности кому-то в управленческом аппарате;
4. не позволять злословить о нём его противникам.

Турхан приняла все условия и 15 сентября 1656 года назначила Кёпрюлю великим визирем. Это решение отстранило Турхан-султан и Мехмеда IV от занятий политикой, которую они не могли больше претворять в жизнь, привело к власти династию Кёпрюлю и даровало Мехмеду-паше практически безграничную власть. Мехмед Кёпрюлю принял визирство только под условием неограниченной власти и не раз ею пользовался, чтобы казнить подозрительных людей и восстанавливать спокойствие в государстве. Так, жертвой интриг нового садразама стал соратник султана Мурада IV Дели Хюсейн-паша.
Серьёзным противником великого визиря стал в тот период времени наместник одной из провинций Анатолии Абаза Хасан-паша. В 1658 году он поднял восстание в Конье, требуя отставки Мехмеда Кёпрюлю. Вскоре Кёпрюлю-паша нанес мятежникам поражение под Кютахьей, и сам Хасан-паша в 1659 году был убит в Алеппо.
В октябре 1661 года умер Мехмед-паша, и султан Мехмед IV, следуя его завещанию, назначил на должность великого визиря сына Кёпрюлю Фазыл Ахмеда-пашу. Мехмед IV, его мать, население гарема и новый великий визирь вернулись в Стамбул весной 1662 года. Осенью того же года Турхан поехала в Эдирне проводить сына Мехмеда IV, выдвигавшегося в поход вместе с Фазыл Ахмедом-пашой. В дальнейшем поездки молодого султана с гаремом из Стамбула в Эдирне участились, и по совету своего наставника Ваны Мехмеда-эфенди Мехмед IV в 1663 году перевёз весь свой гарем и служащих гарема в Эдирне на постоянное проживание. Здесь в начале июня 1664 года у Турхан родился первый внук — шехзаде Мустафу, с матерью которого Эметуллах Гюльнуш-султан у валиде сложились неплохие отношения. Сам Мехмед IV во время рождения сына охотился на лошадях на Балканах, однако, получив радостное известие, султан приказал устроить гуляния по всей стране на семь дней и семь ночей. Ходили слухи, что после рождения шехзаде Мустафы Эметуллах Гюльнуш-султан пыталась уговорить Мехмеда IV казнить его единокровных братьев Сулеймана, Ахмеда и Селима, однако казни помешала Турхан-султан.

#### Война с Венецией и завоевание Крита
Ещё со времен отца Ибрагима I, с 1644 года, продолжалась война Османской империи с Венецией. В начале лета 1668 года Мехмед IV запланировал поход на остров Крит.
Военные действия происходили на Крите, в Эгейском море и в Далмации. Большая часть территории Крита была завоёвана османами в первые несколько лет войны, однако столица Крита, Кандия, продолжала сопротивляться ещё длительное время. Венецианцев вскоре оттеснили от Дарданелл и отвоевал у них Митилену и Лемнос к 1660 году. Фазыл Ахмед-паша Кёпрюлю, ставший новым великим визирем после смерти отца Мехмеда Кёпрулю, успешно продолжил завоевание Крита и добился морских побед над венецианцами. Он сохранил влияние на султана, занимавшегося преимущественно охотой (отсюда его прозвище «Авджи» — охотник), и полновластно, но очень спокойно управлял государством. Хотя ему вначале пришлось защищать Трансильванию от экспансии со стороны Габсбургов. Вани-эфенди пытался бороться с другими сектами, с другими конфессиями, а также с противными Корану пороками; в частности, по его наущению в 1670 году был издан имперский указ, ликвидировавший таверны в Стамбуле и окрестностях и запрещавший продажу вина, однако этот указ обходился различными способами, в том числе и самими членами правительства.
В результате военного соглашения, у венецианцев был отнят остров Крит в 1669 году.

#### Войны с Речью Посполитой и завоевания Подолье и Правобережной Украины
В том же 1669 году гетман Правобережной Речи Посполитой Пётр Дорошенко стал вассалом Османской империи. Опираясь на нового союзника, весной 1672 года султан отправил на Заднепровскую часть Речи Посполитой восьмидесятитысячное войско под собственным командованием. 5 июня 1672 года, Мехмед IV лично возглавил армию и вместе с Фазыл Ахмедом-пашой отправился в сторону Каманиче (Каменец-Подольский).
Источники свидетельствуют, что после отправки падишаха в военный поход валиде Турхан-султан с гаремом сына отправилась в Бабадаг, тогда как Эметуллах Гульнуш-султан, которая вот-вот должна была родить, после расставания с султаном отправилась в Хаджиоглу-Пазарджик, где родила второго сына — шехзаде Ахмеда. Валиде-султан решила остаться в Бабадаге до тех пор, пока армия не вернется из похода; охранять мать султана, его гарем и восьмилетнего наследника поручили куббе визирю Мелек Ибрагиму-паше[тур.]. Однако Турхан, не дождавшись возвращения сына, уехала в Стамбул и уже там получила весть, что армия вернулась в Эдирне. Менее чем через неделю после возвращения султан отправил своего спутника, второго визиря Мустафу-пашу, в Стамбул за матерью.
В начавшейся войне с Польшей удача сопутствовала туркам и их вассалам. Призванная гетманом Дорошенко и запорожскими казаками, османская армия разгромила поляков и гетмана казаков Ханенко под Батогом и вместе с крымскими татарами взяла Каменец-Подольский. 28 августа состоялся акт символической передачи ключей от города. Был определен день выхода из города желающих — 30 августа, пожитки были вывезены на 300 повозках, эскорт состоял из 3000 турок. После проведенных приготовлений 2 сентября 1672 года султан Мехмед IV через Русские ворота въехал на лошади в город. распоряжение 3000 пехоты и всадников, и большое количество янычар. 11 сентября в Стамбул прибыл гонец с новостью о получении Каменца, а следующие три дня вся Турция праздновала это событие.
Однако Мехмед IV не двинулся дальше; король Михаил Вишневецкий заключил с ним Бучачский мир (1672), но Речь Посполитая отказалась утвердить его, и война разгорелась с новой силой. В конце концов по миру, заключённому в Журавне 27 октября 1676), Польша уступила Османской империи Подолье и часть Поднепровской Украины.

#### Назначение Кара Мустафы-паши
После смерти Фазыла Ахмеда в 1676 году великим визирем стал Кара-Мустафа, более чем кто-либо способствовавший упадку Османской империи. Уже война с Россией после Чигиринских походов закончилась невыгодным для османов Бахчисарайским миром 1681 года.

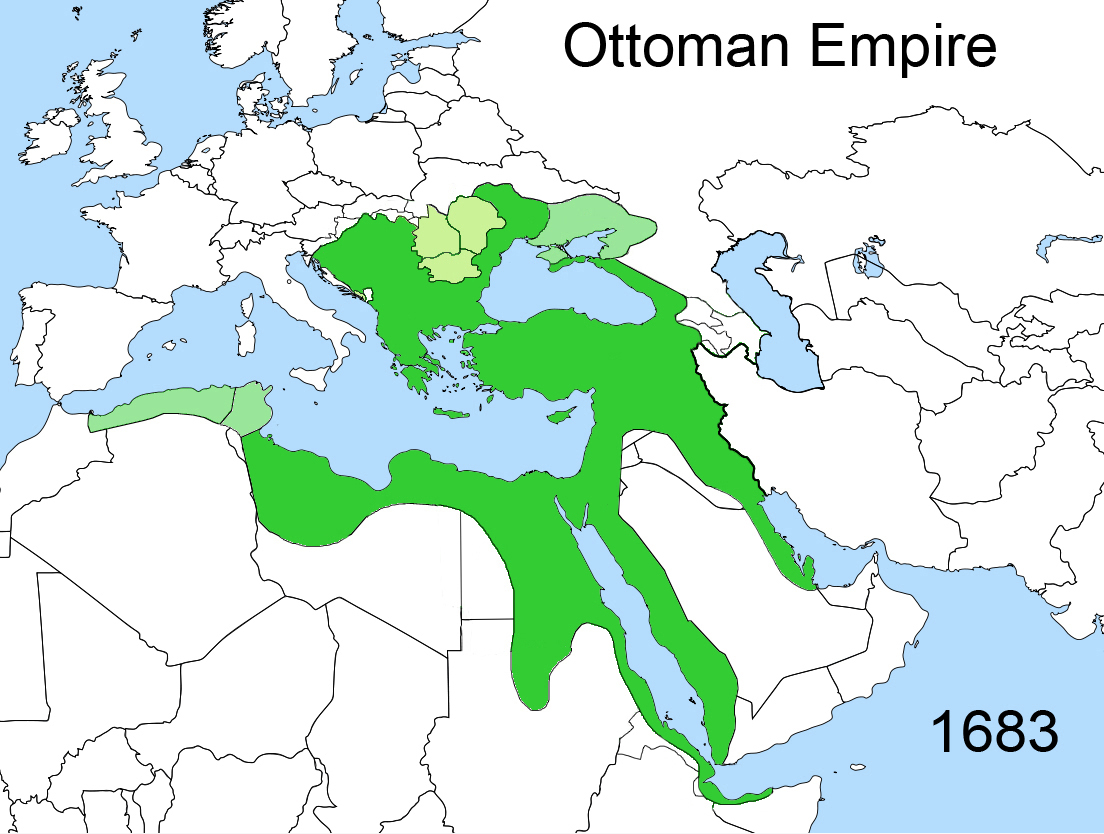
Османская империя в 1683 году (в период наивысшего расцвета)

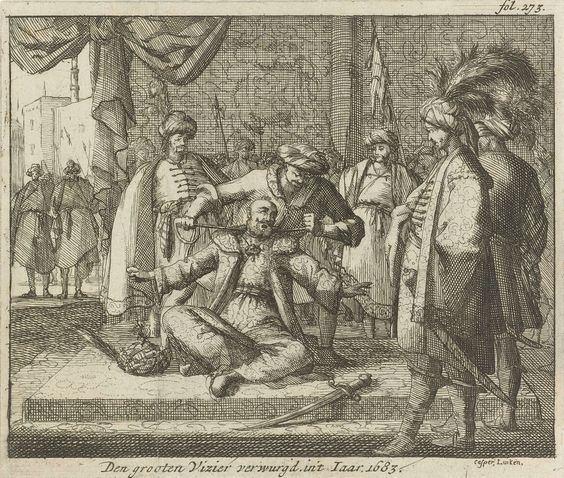
Казнь Мустафы-паши.
Каспер Лёйкен, 1689

Мечтой Кара-Мустафы было завоевание Германии и образование новой большой провинции Османского государства между Дунаем и Рейном, в которой он стал бы полновластным наместником. Отчасти с этой целью Османская империя при нём оказывала военную поддержку венграм и некатолическим религиозным меньшинствам, жившим в занятой австрийцами части Венгрии, где нараставшее недовольство Габсбургами вылилось в открытое восстание против Австрии. Мехмед IV признал предводителя восставших венгров Имре Тёкёли королём Верхней Венгрии (нынешняя восточная Словакия и северо-восточная Венгрия), ранее отвоёванной им у Габсбургов.

#### Война с Австрией и поход на Вену
В 1681—1682 годах австрийские правительственные войска в борьбе с Имре Тёкёли вторглись в непосредственно контролируемую турками центральную часть Венгрии, что и послужило поводом к войне. Великий визирь Кара Мустафа-паша сумел убедить султана разрешить наступление на Австрию. Султан приказал визирю войти в северо-восточную часть Венгрии и осадить два замка — Дьёр и Комаром. В начале 1682 года началась мобилизация турецких войск, а 6 августа того же года Османская империя объявила Австрии войну.
В крупномасштабном сражении сошлись войска Австрии с императором Леопольдом и Корона Речи Посполитой под командованием Яна III Собеского, короля Польского и Великого князя Литовского и войска Османской империи, которыми командовал великий визирь Кара-Мустафа. Османская армия насчитывала приблизительно от 90 000 до 300 000 человек (согласно документам о порядке боя, найденным в палатке Кара Мустафы, первоначальная численность в начале кампании составляла 170 000 человек). Они начали осаду 14 июля 1683 года. Османские силы состояли, среди прочих подразделений, из 60 орт янычар с наблюдательной армией численностью около 70 000 человек, наблюдавшей за сельской местностью.
Летом 1683 года Кара-Мустафа с громадным войском появился перед Веной. Карл Лотарингский и Ян Собеский пришли на помощь городу, и двухмесячная осада закончилась полным поражением османского войска в битве 11 сентября 1683 года; преследуемое поляками и немцами, оно ещё два раза было разбито в Венгрии.
По приказу султана Кара-Мустафа был казнён в Белграде в 25 декабря 1683 года; поражение стоило Мустафе его положения, а в конечном итоге и жизни: он был удушения шелковым шнуром, что было методом смертной казни, применяемым к высокопоставленным лицам в Османской империи. Его последними словами были: «Умереть ли мне?» и «Как угодно Богу..
Битва под Веной стала переломным событием в трёхвековой войне государств Центральной Европы против Османской империи. В течение последующих 16 лет австрийские войска перешли в масштабное наступление и отбили у турок значительные территории — южную Венгрию и Трансильванию.

#### Начало военных неудач империи

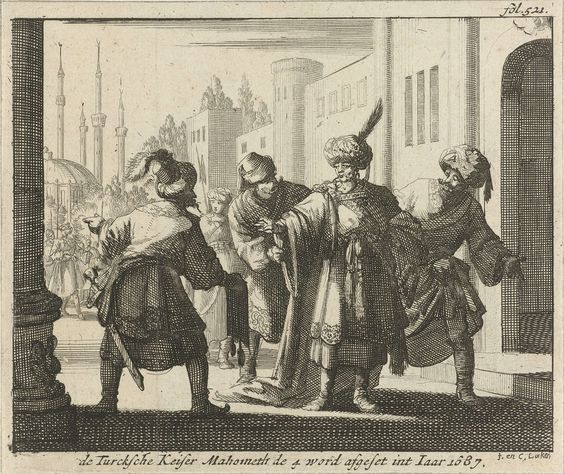
Низложение Мехмеда.
Каспер Лёйкен, 1689

Началась Великая Турецкая война: союз христианских европейских государств (Священная лига), куда входили Священная Римская империя (Габсбургская Австрия), Речь Посполитая, Русское царство, Венецианская республика и Мальта, перешёл в наступление против османов. Ян Собеский вторгся в Молдавию и Валахию, венецианцы и мальтийские рыцари завоевали Морею, напали на Далмацию и очистили от османов Ионические острова, а австрийцы под командованием герцога Лотарингского взяли в 1686 году главный город Венгрии, Буду (Офен), который 145 лет находился под османской властью.
При Мохаче, где некогда в 1526 году одержал блистательную победу Сулейман I Великолепный и утвердил своё господство над Венгрией, османы 12 августа 1687 года потерпели от герцога Лотарингского тяжёлое поражение, подорвавшее их полуторавековую власть в стране. В руки христиан перешли города Петроварадин (Петервардейн), Эгер (Эрлау), Секешфехервар (Штульвейсенбург) и даже Белград. В конечном итоге это привело к бесповоротной потере Османской империей Венгрии с Трансильванией.

### Низложение и смерть
В Стамбуле вторым сыном Мехмеда Кёпрюлю, Мустафой, было поднято восстание, Мехмед IV был низложен в ноябре 1687 года. Он находился в заперти в кафесе с сыновьями Мустафой и Ахмедом, и лишь изредка его навещала супруга Эмметулах Рабия Гульнуш.
На престол взошёл младший брат Мехмеда IV Сулейман II.
Мехмед IV скончался естественной смертью 6 января 1693 года и был похоронен в тюрбе своей матери Турхан-султан.

## Семья
Жены и наложницы
- Эметуллах Рабия Гюльнуш-султан (1642 — 5[47]/6[48] ноября 1715; главная хасеки[49]) — происходила из семьи Верцицци с Крита[50][51].
- Афифе-султан[49][52]
- Гюльбеяз-султан[47] — по слухам, была убита Эметулах Рабия Гюльнуш-султан (утоплена[53] или задушена[54]).
- Гюльнар-султан[55][52]
- Гюнеш-султан[47]
- Хатидже-султан (предположительно была убита по приказу Гюнеш-султан[56])
- Гюльназ-султан (главная хасеки[49])

Сыновья
- Мустафа II (5 июня 1664 — 29 января 1703; мать — Эметуллах Рабия Гюльнуш-султан[57][48])
- Ахмед III (31 декабря 1673 — 11 июля 1736; мать — Эметуллах Рабия Гюльнуш-султан[58][48])
- Баязид (декабря 1678[59] — январь 1679[47])
- Сулейман (13 февраля 1681 — умер в детстве[47])

Дочери
- Хатидже-султан (ум. 9 мая 1743)[60] — с 23 июня 1675 года была замужем за капуданом Сарыкчи Мустафой-пашой[тур.] (ум. в октябре 1686); с 1691 года была замужем за великим визирем Моралы Хасаном-пашой (1655 — декабрь 1713). У Хатидже было четверо сыновей: Абдулла (ум. 1699), Али (ум. 1693/1694[61]), Васыф (ум. 1690/1691[62]) и Хасан (ум. 1684[63])[64].
- Дочь — с 1687 года была замужем за Касым Мустафой-пашой, предположительно губернатором Эдирне и участником большинства охотничьих забав Мехмеда IV[65].
- Уммюгюльсюм-султан (ум. 10 мая 1720) — с 11 апреля 1694 года была замужем за Кючюк Османом-пашой[тур.] (ум. 8 января 1727), от которого родила дочерей Фатьму (ум. 1701/1702[66]) и Хатидже (ум. 1699/1700[66]).
- Фатьма-султан (ум. 6 декабря 1700)[67] — с сентября 1695 года была замужем за Тырнакчи Черкес Ибрагимом-пашой[68] (казнён в феврале 1697); с 1698 года была замужем за Топаль Юсуфом-пашой (ум. в октябре 1716). У Фатьмы были дочери Рукие[69] (ум. 1720) и Сафие (ум. 1710[70]).
- Кючюк-султан — с июня 1675 года была замужем за великим визирем Мерзифонлу Кара Мустафой-пашой (1634 — казнён 25 декабря 1683)[47].
- Умми-султан (ум. в младенчестве[66])[67]
- Гевхер-султан[47]
- Дочь (мать — Гюльбеяз-султан[47])